# ぷらTWOぅ
ぷらTWOぅ（ぷらつぅ）とは、TOKYO MXにて2012年1月2日から同年6月25日まで放送された声優バラエティ番組である。バンダイチャンネルの一社提供（開始当初はセガもスポンサーだったが降板）。「ぷらTWOう」とも表記される事がある。

## 概要
声優の浅倉杏美（あず姉）と石原夏織（キャロリン）の2人がMCを担当。2012年1月2日の第1回は1時間の拡大版として放送。1月11日よりレギュラー放送を開始（毎週水曜20時30分から21時で、当日24時30分からは092chで再放送もしていた）。2012年4月9日より時間移動（毎週月曜20時30分から21時）。地上波での放送はTOKYO MXのみ。インターネット配信ではバンダイチャンネルおよびYouTubeのTOKYO MX公式チャンネルにて無料配信。ただしバンダイチャンネルではエンディングがカットされ、スタッフロールは別に表示して対応していた。
放送形態や一部スタッフは、2011年に同局で放送した「明坂聡美の「明けテレ」」と共通している。

## 主なコーナー
- よみきかせ - ぷらTWOぅ -
  - 演出家の篠崎光正の指導の後、世界各地の童話などを朗読。
- BANDAI CHANNEL NEWS
  - スポンサーにもなっているバンダイチャンネルの情報コーナー。
- キャロリンのあしたのおべんとなぁに?
  - 石原が弁当向けの料理を作るコーナー。
- あず姉のレッツトライ!!
  - 浅倉が福島桂子の指導のもとエクササイズなどを披露するコーナー。